# Guo Wei (łyżwiarz)
Guo Wei (chiń. 郭伟; ur. 31 lipca 1983 w Changchunie) – chiński łyżwiarz szybki specjalizujący się w short tracku, brązowy medalista igrzysk olimpijskich i mistrzostw świata.
Wystąpił podczas igrzysk w Salt Lake City w 2002 roku. Wziął udział w dwóch konkurencjach – zdobył brązowy medal olimpijski w biegu sztafetowym (wraz z nim w sztafecie zaprezentowali się Li Jiajun, Feng Kai, An Yulong i Li Ye) i zajął siódme miejsce w biegu na dystansie 1500 m. 
W 2002 roku zdobył brązowy medal mistrzostw świata w sztafecie, w 2003 roku srebrny medal zimowych igrzysk azjatyckich w sztafecie, a w 1999 roku dwa brązowe medale zimowej uniwersjady w sztafecie i biegu na 1500 m.